# Pic Caratuva
Le pic Caratuva est une montagne brésilienne située dans l'État du Paraná.

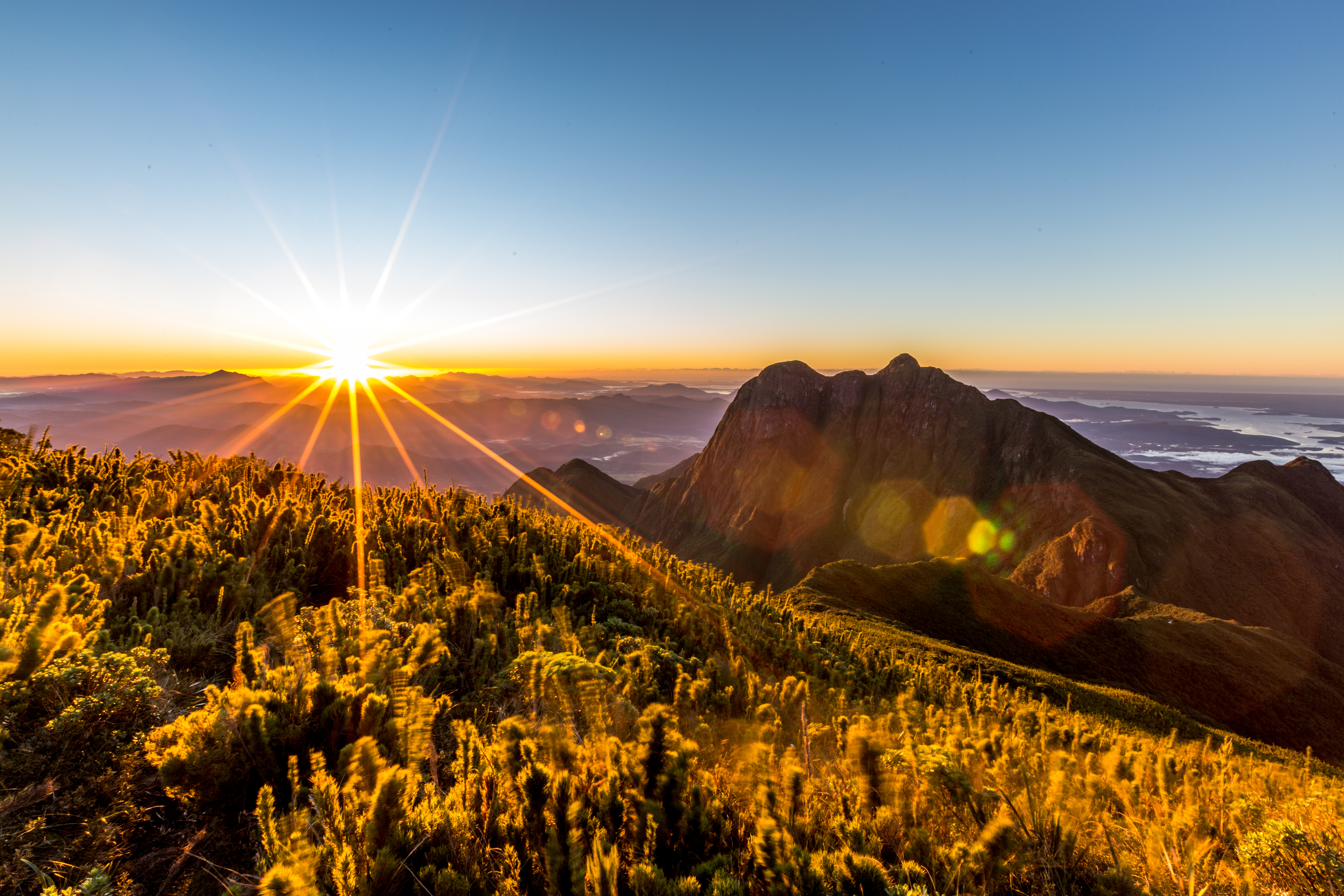
Vue depuis le pic Caratuva vers le pic Paraná au lever du soleil.